# 경상북도의성교육지원청
경상북도의성교육지원청(慶尙北道義城敎育支援廳, Uiseong Office of Education)은 경상북도 의성군을 관할하는 경상북도교육청 산하의 교육지원청이다.
교육장은 장학관으로 보한다.

## 산하 기관

### 초등학교
| - 가음초등학교 - 구천초등학교 - 금성초등학교 - 다인초등학교 - 단밀초등학교 | - 단촌초등학교 - 도리원초등학교 - 쌍호초등학교 - 안계초등학교 - 안평초등학교 - 신평분교 | - 옥전초등학교 - 의성남부초등학교 - 의성북부초등학교 - 의성초등학교 | - 이두초등학교 - 점곡초등학교 - 춘산초등학교 |

### 중학교
| - 가음중학교 - 금성중학교 - 다인중학교 - 단밀중학교 | - 봉양중학교 - 비안중학교 - 삼성중학교 | - 안계중학교 - 안평중학교 - 옥산중학교 | - 의성여자중학교 - 의성중학교 - 탑리여자중학교 |